# Jakob Precht Jensen
Jakob Precht Jensen (6 de noviembre de 1998) es un deportista danés que compite en vela en la clase 49er.
Ganó una medalla de bronce en el Campeonato Mundial de 49er de 2021. Participó en los Juegos Olímpicos de Tokio 2020, ocupando el quinto lugar en la clase 49er.

## Palmarés internacional
| \| Campeonato Mundial \| Campeonato Mundial \| Campeonato Mundial \| Campeonato Mundial \| \| Año \| Lugar \| Medalla \| Clase \| \| ------------------ \| ------------------ \| ------------------ \| ------------------ \| \| 2021 \| Al Musanah (Omán) \| Medalla de bronce \| 49er \| |                   |                   |       |
| Campeonato Mundial |                   |                   |       |
| Año | Lugar             | Medalla           | Clase |
| 2021 | Al Musanah (Omán) | Medalla de bronce | 49er  |